# 愛奧尼亞縣 (密歇根州)
愛奧尼亞县（英語：Ionia County）是美國密西根州下半島中部的一個縣。面積1,503平方公里。根據美國2000年人口普查，共有人口63,905人。縣府設在愛奧尼亞。
成立於1831年3月2日，縣政府成立於1837年4月3日。縣名來自古希臘的地名愛奧尼亞。。